# Louis Burgeon
Louis Jules Léon Burgeon, född den 30 januari 1884 i Saint-Gilles, död den 31 oktober 1947 i Tervuren, var en belgisk entomolog specialiserad på fjärilar.
Auktorsnamnet Burgeon kan användas för Louis Burgeon i samband med ett vetenskapligt namn inom zoologin; se Wikipedia-artiklar som länkar till auktorsnamnet.